# Bupropion

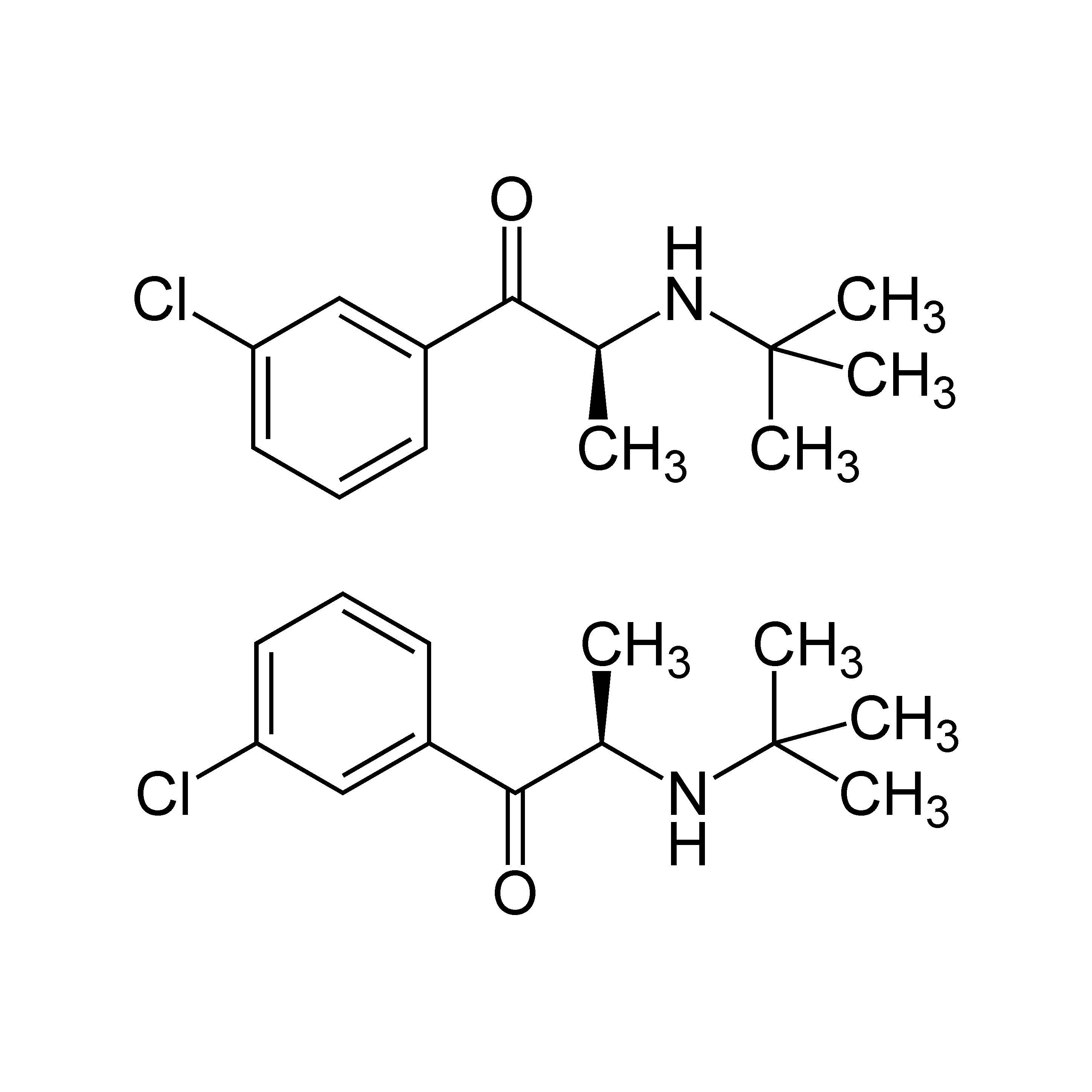
Strukturformel

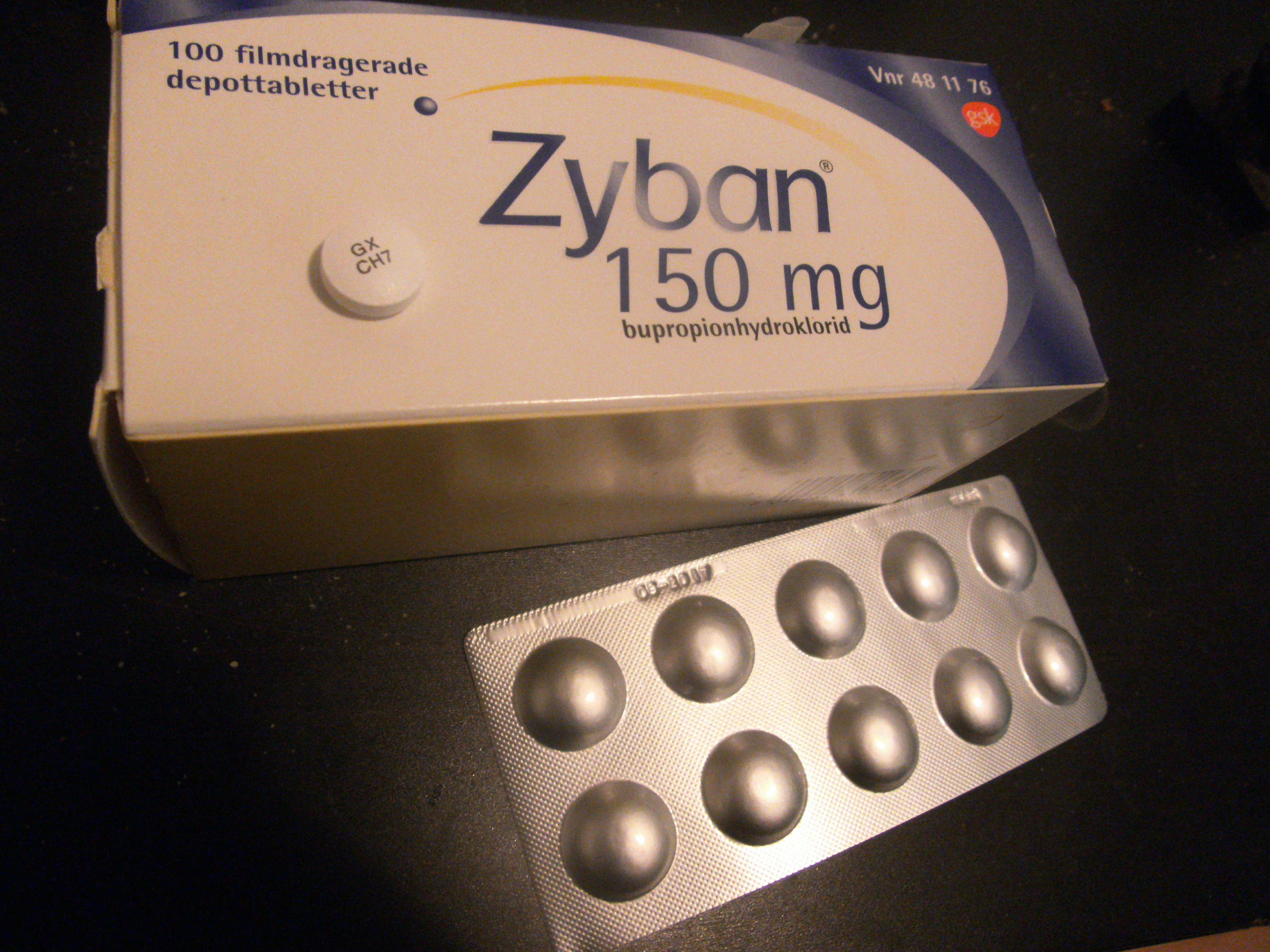
Bupropion under varumärket Zyban, sålt i Sverige

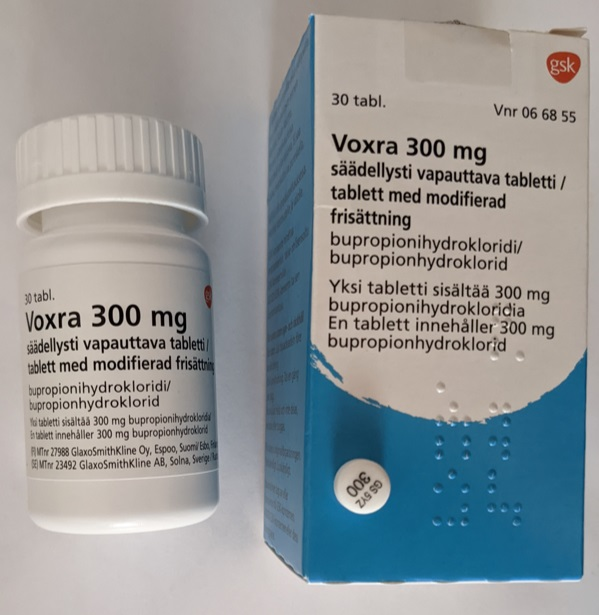
Bupropion under varumärket Voxra

Bupropion är ett läkemedel som används som antidepressivum, vid rökavvänjning samt vid ADHD-behandling.
Bupropion verkar genom att hämma återupptaget av dopamin och noradrenalin i det centrala nervsystemet. Det finns även vissa studier som talar för att bupropion är en nikotinantagonist på α4β2-receptorn (det vill säga den receptor för acetylkolin som ger upphov till nikotinberoende).
Bupropion säljs i Sverige under varumärkena Voxra®, Wellbutrin® samt Zyban® och saluförs av Glaxo Smith Kline. Även generika förekommer, och läkemedlet kan då tillverkas av bl.a. Orion Pharma under namnet Bupropion® Orion . Sandoz AS tillverkar i sin tur Bupropion Sandoz®, och Teva tillverkar Bupropion Teva®, osv.

## Biverkningar
Vanliga biverkningar är sömnsvårigheter, minskad aptit, muntorrhet, gastrointestinala effekter, huvudvärk och yrsel. En allvarlig biverkan av bupropion är krampanfall. Detta är vanligare vid doser som är högre än de som används vid vanlig behandling. Vid doser på 300 mg ses krampanfall hos 0,1 % (1/1000). Risken för krampanfall ökar om man samtidigt använder substanser som sänker kramptröskeln, som exempelvis vissa antipsykotika, sederande antihistaminer eller tramadol. Andra faktorer som sänker kramptröskeln är alkoholmissbruk och insulin- eller tablettbehandlad diabetes. Även större mängder grapefruktjuice ökar risken för krampanfall.[källa behövs]

## Struktur och interaktioner
Bupropionmolekylen är strukturellt relaterad till amfetamin, men få problem med missbruk av bupropion har rapporterats.[källa behövs] Strukturlikheten kan leda till bupropion ger falsk-positivt resultat vid snabbtester för amfetamin och amfetaminliknande substanser (exempelvis vid urinprover). Mer specifika tester bör då tas.
Bupropion hämmar enzymet CYP2D6 i levern. Detta innebär att substanser som behöver metaboliseras via enzymet för att ha effekt i kroppen får sämre effekt vid samtidigt intag av bupropion. Exempel på läkemedel som påverkas av detta är kodein och tramadol (opioider vid svårare smärta) samt tamoxifen (bröstcancer). Andra läkemedel som kan få ökad/minskad effekt vid samtidig behandling är bland annat metoprolol, SSRI och risperidon.